# Marc Roland
Marc Roland (* 4 de enero de 1894 en Bremen; † 25 de febrero de 1975 en Múnich), seudónimo de Adolf Beeneken, fue un compositor alemán de bandas sonoras para el cine.
Roland comenzó en 1919 como un compositor libre de piezas para piano usadas en la exhibición de películas mudas en bares, ocupando siempre un estilo postromántico, asimismo compuso bandas sonoras originales de las películas mudas.

## Links
- Filmografía (enlace roto disponible en Internet Archive; véase el historial, la primera versión y la última). por filmportal.de (en alemán)

- Datos: Q216461